# Walther TPH
A Walther TPH (de "Taschen Pistole Hahn" algo como "Pistola de Bolso com Cão") é uma pistola semiautomática de ação dupla, leve e extremamente compacta da Carl Walther GmbH Sportwaffen. 

## Visão geral
Em julho de 1969, a produção da nova Walther TPH começou paralelamente ao modelo TP (de "Taschen Pistolen" ou "Pistola de Bolso"), que estava sendo descontinuado. A TPH era oferecida nos calibres 6,35mm Browning e .22 Long Rifle. Além do tamanho, ela se parece muito com a Walther PPK e, portanto, segue um design bem-sucedido e comprovado.

A TP foi produzida pela Walther de 1961-1971 e a TPH aprimorada tem sido produzido continuamente desde 1968. Os modelos foram produzidos na Alemanha e (pela Interarms) nos Estados Unidos.

## Descrição
A Walther TPH é operada por blowback e não possui um sistema de travamento da culatra; o cano é fixado à estrutura e se encaixa perfeitamente no slide, de forma que nenhuma bucha é necessária.
A mola de recuo é montada em torno do cilindro e é retida e comprimida pelo slide de forma que nenhuma bucha seja necessária. Ao contrário da Walther TP, com seu topo de slide aberto, a TPH tem uma culatra fechada com uma janela de ejeção.

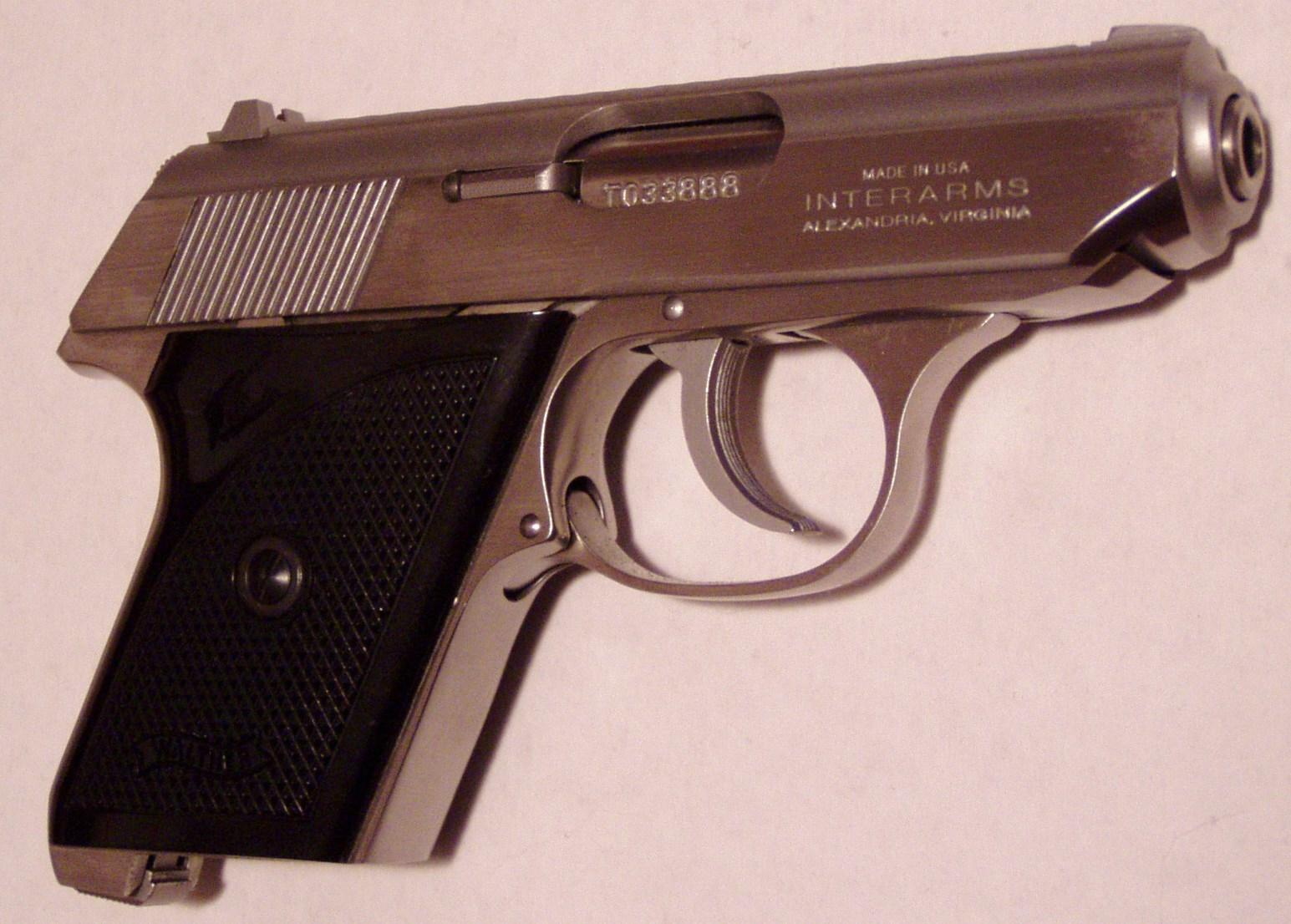
Uma pistola Walther TPH.

O extrator é uma peça de aço em forma de L que é apoiada por uma mola e posicionada em uma ranhura no lado direito da estrutura ao lado do percutor. Semelhante a TP, o ejetor é posicionado no lado esquerdo do bloco da culatra atrás do compartimento do carregador e o conector passa externamente no lado direito da estrutura, abaixo da tala de empunhadura direita.
O percutor de uma só peça e a mola do percussor projetam-se através do chanfro de segurança e são mantidos em posição por ele. No lado esquerdo da corrediça existe um rompimento onde fica posicionada a alavanca de segurança, que é fixada ao mandril. Ele tem uma curva de 60 graus semelhante aos modelos PPK tardios, com a posição para baixo como segura e para cima como a posição de tiro, exibindo simultaneamente uma marca vermelha.